# Molophilus (Austromolophilus) picticeps
Molophilus (Austromolophilus) picticeps is een tweevleugelige uit de familie steltmuggen (Limoniidae). De soort komt voor in het Australaziatisch gebied.